# Jeremy Bloxham
Jeremy Bloxham est un géophysicien né le 29 avril 1960, membre de la Royal Society depuis 2007 et professeur de géophysique à l'Université de Harvard.
Il est doyen de Sciences.

## Formation
Jeremy Bloxham devient Docteur à l'Université de Cambridge en 1986.

## Prix
En 2001, il reçoit la Médaille Chapman.

## Travaux
- Global earth physics : a handbook of physical constants, American Geophysical Union, 1995, 376 p. (ISBN 978-0-87590-851-9, lire en ligne), « Global Magnetic Field »